# Stenoma iostalacta
Stenoma iostalacta es una especie de polilla del género Stenoma, orden Lepidoptera.
Fue descrita científicamente por Meyrick en 1925.

## Distribución
Se encuentra en Perú. La envergadura es de 24 mm. Las alas delanteras son gris pálido con un borde costal ocre pálido.